# Adi Krasta
Adi Krasta, född den 12 april 1972 i Tirana i Albanien, är en albansk journalist och TV-programledare.
Krasta började sitt arbete inom media hos Radio Tirana år 1990, där han arbetade på kulturredaktionen. Tillsammans med sångerskan Rovena Dilo gjorde han år 1991 TV-programmet Mbremje Kulturore. Adi Krasta har hittills varit programledare för den populära musiktävlingen Festivali i Këngës på TVSH 5 gånger, och han rapporterades även att ha fått uppgiften att leda den femtionde upplagan av tävlingen som hölls i december år 2011. Detta blev dock inte fallet, då skådespelaren Nik Xhelilaj stod för värdskapet år 2011. 2002 skapade han programmet Ethet e së premtes mbrëma som sändes fram till 2008. Han har även varit programledare för Krasta Show och A Krasta Show.